# Община (Швеция)
Община (на шведски: kommun) в контекста на Швеция представлява териториално обособена част от страната в резултат на официалното административно деление. Притежава местни органи на управление и има известна независимост. Общините са част от по-големите административни единици лените. В Швеция има 290 общини (2004 г.), като част от 21 лени.

## История
Съвременните шведски общини са идейно обособени още през 1843 г. В началото това са били по-скоро енорийски територии, чиято администрация е обслужвала главно църковните интереси, а отговорността и управлението са били съсредоточени в църквата. С общински указ от 1862 г., който е прераснал в закон през 1866 г., се полагат основите на общинската система в Швеция.
В средата на 20 век, няколко реформи на общините са били извършени, с цел драстичното намаляване на техния брой. Последните съществени промени през 1971-1974 премахват разликите в управлението и привилегиите на общините в рамките на градовете и тези в провинциите, обединяват градски и провинциални общини в единни по-големи територии, а формалния термин град спира да се употребява. Тогава от около 1000 общини, броят им се свежда до 278. По-късно някои от общините са допълнително разделени до окончателния брой за 2004 г. – 290.
Историята на градовете все още може да бъде проследена в няколко века назад във времето, когато все още са били самостоятелни. През 1983 г. официално е позволено, за градовете да използват термина „град“ (на шведски: stad) когато се посочват точните граници. Тази практика е въведена от големите общини като Стокхолмската, Гьотеборгската и Малмьо, както и от някои други - Вестерос и Лидингьо. Това не трябва да рефлектира върху административния статус на общината.

## Допълнително подразделяне на общините
Общините в Швеция са допълнително разделени на отделни градски региони (на шведски stadsdelsnämnder алт. kommundelsnämnder алт. regionförbundet). Съществуването на такива подразделение е по преценка на управлението на съответната община. Броят на градските подразделения е значителен.
Общините могат да бъдат разделени и на общо за страната 2512 (2000 г.) отделни енории (на шведски: församlingar). Това са традиционни единици, използвани основно от църквата на Швеция, но все още имат значение за статистически проучвания и местни избори.

## Законови норми
Общината решава, кога даден градски регион може да се отдели в отделна община, но основната дума в официалното обособяване има Шведското правителство. Формалното изискване е минималния брой жители в региона да е 2000.